# Rudy Bogaerts
Rodolphe Bogaerts (Brussel, 29 januari 1945 - Ukkel, 23 oktober 2007) was een Belgisch journalist en privéleraar van prins Laurent van België.
In zijn studententijd was hij actief in Franstalige extreemrechtse groeperingen zoals de Centre des étudiants nationaux (CEN) en de Fédération générale des étudiants européens (FGE). Later leidde hij een privéschool waar kinderen van prominenten les volgden. Prins Laurent van België, wie hij acht jaar begeleidde, was zijn bekendste leerling.
Bogaerts was ook in 2006-2007, na het overlijden van Henri Vellut, hoofdredacteur en uitgever van het Franstalige satirische tijdschrift Père Ubu. Hij kwam door zijn scherpe kritiek en onthullingen meermaals in aanvaring met de politieke wereld, vooral met de Franstalige socialisten van de PS. De partij spande verschillende processen tegen Bogaerts aan, maar hij werd op één uitzondering na steeds vrijgesproken. In 2005 startte Bogaerts het Nederlandstalige satirisch tijdschrift PAF!. Na enkele maanden werd de uitgave gestaakt, naar eigen zeggen gebeurde dit omdat premier Verhofstadt tussengekomen was om de distributie van het blad in Vlaanderen te verhinderen.
Bogaerts overleed op 62-jarige leeftijd aan een hartaanval.